# Michèle Gurdal
Michèle Gurdal (née le 30 novembre 1952) est une joueuse de tennis belge, professionnelle dans les années 1970.
Après avoir gagné le Tournoi de l'Espérance en 1972, elle s'est principalement illustrée à l'occasion de la Coupe de la Fédération, compétition dans laquelle elle a été sélectionnée treize fois entre 1972 et 1980 (24 matchs gagnés pour 25 défaites).
Michèle Gurdal a remporté un tournoi WTA en simple (à Gstaad en 1976) et atteint les quarts de finale de l'Open d'Australie en 1979.
Michèle Gurdal est l'ancienne entraîneuse de Dominique Monami et de David Goffin.

## Palmarès

### Titre en simple dames
| No | Date       | Nom et lieu du tournoi           | Catégorie | Surface      | Finaliste     | Score         |          |
| -- | ---------- | -------------------------------- | --------- | ------------ | ------------- | ------------- | -------- |
| 1  | 05/07/1976 | Swiss Open Championships, Gstaad |           | Terre (ext.) | Gail Sherriff | 4-6, 6-2, 6-3 | Parcours |

Elle remporte en 1976 le tournoi international de Nice.

### Finale en simple dames
| No | Date       | Nom et lieu du tournoi | Catégorie | Surface         | Vainqueure     | Score    |  |
| -- | ---------- | ---------------------- | --------- | --------------- | -------------- | -------- |  |
| 1  | 01/11/1976 | Japan Open, Tokyo      |           | Moquette (int.) | Wendy Turnbull | 6-1, 6-1 |  |

### Titre en double dames
| No | Date       | Nom et lieu du tournoi        | Catégorie | Surface      | Partenaire  | Finalistes                 | Score    |          |
| -- | ---------- | ----------------------------- | --------- | ------------ | ----------- | -------------------------- | -------- | -------- |
| 1  | 25/07/1972 | Dutch Championships Hilversum |           | Terre (ext.) | Betty Stöve | Lany Kaligis Lita Sugiarto | 6-4, 6-0 | Parcours |

### Finales en double dames
| No | Date       | Nom et lieu du tournoi                     | Catégorie | Dotation | Surface         | Vainqueures                    | Partenaire        | Score    |          |
| -- | ---------- | ------------------------------------------ | --------- | -------- | --------------- | ------------------------------ | ----------------- | -------- | -------- |
| 1  | 16/10/1972 | Spanish Int’l Open Championships Barcelone |           | NC       | Terre (ext.)    | Gail Sherriff Nathalie Fuchs   | Monique Van Haver | 6-4, 6-2 | Parcours |
| 2  | 19/03/1973 | Akron Open Akron                           |           | 25 000 $ | Moquette (int.) | Patti Hogan Sharon Walsh       | Patricia Bostrom  | 7-5, 6-4 | Parcours |
| 3  | 18/10/1976 | Spanish Championships Barcelone            |           | NC       | Terre (ext.)    | Florenta Mihai Virginia Ruzici | Nathalie Fuchs    | 6-2, 6-4 |          |

## Parcours en Grand Chelem

### En simple dames
| Année | Open d'Australie (janvier) | Open d'Australie (janvier) | Internationaux de France | Internationaux de France | Wimbledon       | Wimbledon        | US Open         | US Open          | Open d'Australie (décembre) | Open d'Australie (décembre) |
| ----- | -------------------------- | -------------------------- | ------------------------ | ------------------------ | --------------- | ---------------- | --------------- | ---------------- | --------------------------- | --------------------------- |
| 1972  | -                          | -                          | 1er tour (1/64)          | Vlasta Kodesova          | 1er tour (1/64) | Mary-Ann Eisel   | -               | -                | n/a                         | n/a                         |
| 1973  | 2e tour (1/16)             | Lesley Charles             | -                        | -                        | 1er tour (1/64) | V. Ziegenfuss    | -               | -                | n/a                         | n/a                         |
| 1974  | -                          | -                          | 1er tour (1/32)          | Veronica Burton          | 2e tour (1/32)  | Linky Boshoff    | -               | -                | n/a                         | n/a                         |
| 1975  | 2e tour (1/16)             | Lesley Charles             | 1er tour (1/32)          | Lita Sugiarto            | 4e tour (1/8)   | Billie Jean King | 1er tour (1/32) | Kerry Reid       | n/a                         | n/a                         |
| 1976  | 2e tour (1/8)              | Lesley Turner              | 1er tour (1/32)          | Virginia Ruzici          | 2e tour (1/32)  | M. Navrátilová   | 1er tour (1/64) | Dianne Fromholtz | n/a                         | n/a                         |
| 1977  | 1er tour (1/16)            | Daniela Marzano            | 1er tour (1/32)          | Helga Masthoff           | 2e tour (1/32)  | Alison McMillan  | 1er tour (1/64) | Virginia Ruzici  | -                           | -                           |
| 1978  | n/a                        | n/a                        | -                        | -                        | 1er tour (1/64) | Billie Jean King | 1er tour (1/64) | Kathy May        | 2e tour (1/8)               | Sue Barker                  |
| 1979  | n/a                        | n/a                        | -                        | -                        | -               | -                | -               | -                | 1/4 de finale               | Sharon Walsh                |
| 1981  | n/a                        | n/a                        | 1er tour (1/64)          | Iris Riedel              | -               | -                | -               | -                | -                           | -                           |

À droite du résultat, l’ultime adversaire.

### En double dames
| Année | Open d'Australie (janvier) | Open d'Australie (janvier) | Internationaux de France     | Internationaux de France   | Wimbledon                    | Wimbledon                   | US Open                    | US Open                    | Open d'Australie (décembre) | Open d'Australie (décembre) |
| ----- | -------------------------- | -------------------------- | ---------------------------- | -------------------------- | ---------------------------- | --------------------------- | -------------------------- | -------------------------- | --------------------------- | --------------------------- |
| 1973  | 2e tour (1/8) M. Van Haver | E. Goolagong Janet Young   | -                            | -                          | 1er tour (1/32) M. Van Haver | L. Charles Glynis Coles     | -                          | -                          | n/a                         | n/a                         |
| 1974  | -                          | -                          | 1er tour (1/16) Glynis Coles | N. Fuchs M. Van Haver      | 2e tour (1/16) M. Van Haver  | K. Kemmer V. Ziegenfuss     | -                          | -                          | n/a                         | n/a                         |
| 1975  | 2e tour (1/8) F. Thibault  | Helen Gourlay Kerry Harris | 1er tour (1/16) Donna Ganz   | V. Ruzici M. Simionescu    | 2e tour (1/16) M. Van Haver  | Patti Hogan E. Vlotman      | 1er tour (1/16) Donna Ganz | Ann Kiyomura K. Sawamatsu  | n/a                         | n/a                         |
| 1976  | 1/4 de finale B. Simon     | E. Goolagong Helen Gourlay | 1/4 de finale M. Van Haver   | F. Bonicelli Gail Sherriff | 1er tour (1/32) M. Van Haver | Julie Anthony P. Teeguarden | 2e tour (1/16) Naoko Sato  | V. Lancaster Pam Whytcross | n/a                         | n/a                         |
| 1977  | 1er tour (1/8) Naoko Sato  | D. Fromholtz Helen Gourlay | 1er tour (1/16) Naoko Sato   | Bunny Bruning Sharon Walsh | 2e tour (1/16) Naoko Sato    | Jackie Fayter R. Maršíková  | 1er tour (1/32) Naoko Sato | L. Charles Sue Mappin      | -                           | -                           |
| 1978  | n/a                        | n/a                        | -                            | -                          | -                            | -                           | 2e tour (1/16) Naoko Sato  | R. Maršíková P. Teeguarden | -                           | -                           |
| 1979  | n/a                        | n/a                        | -                            | -                          | -                            | -                           | -                          | -                          | 1er tour (1/8) N. Gregory   | C. Sieler Sharon Walsh      |

Sous le résultat, la partenaire ; à droite, l’ultime équipe adverse.

### En double mixte
| Année | Open d'Australie | Open d'Australie | Internationaux de France     | Internationaux de France | Wimbledon                    | Wimbledon                  | US Open | US Open |
| ----- | ---------------- | ---------------- | ---------------------------- | ------------------------ | ---------------------------- | -------------------------- | ------- | ------- |
| 1972  | n/a              | n/a              | -                            | -                        | 2e tour (1/32) B. Mignot     | Olga Morozova A. Metreveli | -       | -       |
| 1974  | n/a              | n/a              | -                            | -                        | 2e tour (1/32) T. Bernasconi | Kerry Harris Ernie Ewert   | -       | -       |
| 1975  | n/a              | n/a              | -                            | -                        | 1er tour (1/32) B. Mignot    | Rosie Casals Bob Hewitt    | -       | -       |
| 1976  | n/a              | n/a              | 1er tour (1/16) Regis Brunet | F. Mihai Iván Molina     | 1er tour (1/32) J. Barclay   | V. Ziegenfuss S. Stewart   | -       | -       |

Sous le résultat, le partenaire ; à droite, l’ultime équipe adverse.

## Parcours en Coupe de la Fédération
| #                                                                      | Date       | Lieu            | Surface                   | Gagnante(s)                      | Perdante(s)                       | Score         |          |
|                                                                        |            |                 |                           |                                  |                                   |               |          |
| 1972 - 1er tour (groupe mondial) - Afrique du Sud - Belgique - 3 : 0   |            |                 |                           |                                  |                                   |               |          |
| 1                                                                      | 20/03/1972 | Johannesbourg   | Dur (ext.)                | Pat Pretorius                    | Michèle Gurdal                    | 5-7, 6-2, 6-1 | Parcours |
| 1                                                                      | 20/03/1972 | Johannesbourg   | Dur (ext.)                | Greta Delport Pat Pretorius      | Michèle Gurdal Monique Van Haver  | 6-1, 6-4      | Parcours |
|                                                                        |            |                 |                           |                                  |                                   |               |          |
| 1973 - 1er tour (groupe mondial) - Suisse - Belgique - 0 : 3           |            |                 |                           |                                  |                                   |               |          |
| 2                                                                      | 01/05/1973 | Bad Homburg     | Terre (ext.)              | Michèle Gurdal                   | Evagreth Emmenegger               | 0-6, 6-1, 6-2 | Parcours |
| 2                                                                      | 01/05/1973 | Bad Homburg     | Terre (ext.)              | Michèle Gurdal Monique Van Haver | Evagreth Emmenegger Ingrid Sadlon | 6-2, 6-3      | Parcours |
|                                                                        |            |                 |                           |                                  |                                   |               |          |
| 1973 - 2e tour (groupe mondial) - Afrique du Sud - Belgique - 3 : 0    |            |                 |                           |                                  |                                   |               |          |
| 3                                                                      | 02/05/1973 | Bad Homburg     | Terre (ext.)              | Pat Pretorius                    | Michèle Gurdal                    | 6-4, 6-3      | Parcours |
| 3                                                                      | 02/05/1973 | Bad Homburg     | Terre (ext.)              | Brenda Kirk Pat Pretorius        | Michèle Gurdal Monique Van Haver  | 6-1, 6-4      | Parcours |
|                                                                        |            |                 |                           |                                  |                                   |               |          |
| 1974 - 1er tour (groupe mondial) - Italie - Belgique - 3 : 0           |            |                 |                           |                                  |                                   |               |          |
| 4                                                                      | 13/05/1974 | Naples          | Terre (ext.)              | Lea Pericoli                     | Michèle Gurdal                    | 6-3, 6-4      | Parcours |
| 4                                                                      | 13/05/1974 | Naples          | Terre (ext.)              | Lucia Bassi Daniela Marzano      | Michèle Gurdal Monique Van Haver  | 17-15, 6-1    | Parcours |
|                                                                        |            |                 |                           |                                  |                                   |               |          |
| 1975 - 1er tour (groupe mondial) - Israël - Belgique - 1 : 2           |            |                 |                           |                                  |                                   |               |          |
| 5                                                                      | 05/05/1975 | Aix-en-Provence | Terre (ext.)              | Paulina Peisachov                | Michèle Gurdal                    | 3-6, 6-4, 8-6 | Parcours |
| 5                                                                      | 05/05/1975 | Aix-en-Provence | Terre (ext.)              | Michèle Gurdal Monique Van Haver | Paulina Peisachov Janine Strauss  | 6-2, 6-1      | Parcours |
|                                                                        |            |                 |                           |                                  |                                   |               |          |
| 1975 - 2e tour (groupe mondial) - Belgique - Australie - 0 : 2         |            |                 |                           |                                  |                                   |               |          |
| 6                                                                      | 05/05/1975 | Aix-en-Provence | Terre (ext.)              | Evonne Goolagong                 | Michèle Gurdal                    | 6-0, 6-2      | Parcours |
|                                                                        |            |                 |                           |                                  |                                   |               |          |
| 1976 - 1er tour (groupe mondial) - Rhodésie - Belgique - 1 : 2         |            |                 |                           |                                  |                                   |               |          |
| 7                                                                      | 22/08/1976 | Philadelphie    | Moquette (int.)           | Michèle Gurdal                   | Fiona McKenzie                    | 6-1, 6-2      | Parcours |
| 7                                                                      | 22/08/1976 | Philadelphie    | Moquette (int.)           | Michèle Gurdal Monique Van Haver | Fiona McKenzie Jennifer Waggott   | 3-6, 6-1, 6-4 | Parcours |
|                                                                        |            |                 |                           |                                  |                                   |               |          |
| 1976 - 2e tour (groupe mondial) - Belgique - Australie - 0 : 3         |            |                 |                           |                                  |                                   |               |          |
| 8                                                                      | 22/08/1976 | Philadelphie    | Moquette (int.)           | Evonne Goolagong                 | Michèle Gurdal                    | 6-0, 6-0      | Parcours |
| 8                                                                      | 22/08/1976 | Philadelphie    | Moquette (int.)           | Evonne Goolagong Kerry Reid      | Michèle Gurdal Monique Van Haver  | 6-2, 6-2      | Parcours |
|                                                                        |            |                 |                           |                                  |                                   |               |          |
| 1977 - 1er tour (groupe mondial) - Belgique - Nouvelle-Zélande - 1 : 2 |            |                 |                           |                                  |                                   |               |          |
| 9                                                                      | 13/06/1977 | Eastbourne      | Herbe (ext.)              | Michèle Gurdal                   | Judy Connor                       | 4-6, 6-2, 8-6 | Parcours |
| 9                                                                      | 13/06/1977 | Eastbourne      | Herbe (ext.)              | Pauline Elliott Chris Newton     | Michèle Gurdal Monique Van Haver  | 6-4, 7-5      | Parcours |
|                                                                        |            |                 |                           |                                  |                                   |               |          |
| 1978 - 1er tour (groupe mondial) - Australie - Belgique - 3 : 0        |            |                 |                           |                                  |                                   |               |          |
| 10                                                                     | 27/11/1978 | Melbourne       |                           | Wendy Turnbull                   | Michèle Gurdal                    | 6-1, 6-1      | Parcours |
| 10                                                                     | 27/11/1978 | Melbourne       | Kerry Reid Wendy Turnbull | Michèle Gurdal Monique Van Haver | 6-2, 8-6                          |               | Parcours |
|                                                                        |            |                 |                           |                                  |                                   |               |          |
| 1979 - 1er tour (groupe mondial) - Belgique - Irlande - 3 : 0          |            |                 |                           |                                  |                                   |               |          |
| 11                                                                     | 30/04/1979 | Madrid          | Terre (ext.)              | Michèle Gurdal                   | Helen Lennon                      | 6-1, 6-0      | Parcours |
| 11                                                                     | 30/04/1979 | Madrid          | Terre (ext.)              | Michèle Gurdal Monique Van Haver | Helen Lennon Jo Sheridan          | 6-3, 6-1      | Parcours |
|                                                                        |            |                 |                           |                                  |                                   |               |          |
| 1979 - 2e tour (groupe mondial) - Belgique - Grande-Bretagne - 0 : 3   |            |                 |                           |                                  |                                   |               |          |
| 12                                                                     | 30/04/1979 | Madrid          | Terre (ext.)              | Virginia Wade                    | Michèle Gurdal                    | 4-6, 6-2, 6-3 | Parcours |
| 12                                                                     | 30/04/1979 | Madrid          | Terre (ext.)              | Sue Barker Virginia Wade         | Michèle Gurdal Monique Van Haver  | 6-3, 6-2      | Parcours |
|                                                                        |            |                 |                           |                                  |                                   |               |          |
| 1980 - 1er tour (groupe mondial) - Belgique - Italie - 0 : 3           |            |                 |                           |                                  |                                   |               |          |
| 13                                                                     | 19/05/1980 | Berlin          | Terre (ext.)              | Sabina Simmonds                  | Michèle Gurdal                    | 4-6, 7-5, 9-7 | Parcours |
| 13                                                                     | 19/05/1980 | Berlin          | Terre (ext.)              | Daniela Marzano Sabina Simmonds  | Michèle Gurdal Nicole Mabille     | 7-5, 7-5      | Parcours |